# Stopplaats Zaanbrug
Stopplaats Zaanbrug (telegrafische code: zdb) is een voormalige stopplaats aan de spoorlijn Zaandam - Enkhuizen. De stopplaats is geopend op 20 mei 1884 en gesloten op 15 mei 1938. De stopplaats is gelegen bij de spoorbrug, niet de huidige Zaanbrug tussen Wormer en Wormerveer.